# Max Dreyer

Max Dreyer

Max Dreyer (* 25. September 1862 in Rostock; † 27. November 1946 in Göhren (Rügen)) war ein deutscher Schriftsteller und Dramatiker.

## Leben
Max Dreyer wurde am 25. September 1862 in Rostock als Sohn eines Lehrers geboren. Er studierte ab dem Sommersemester 1880 an der Universität Rostock Theologie und Philologie. Nach einem Aufenthalt an der Universität Leipzig kehrte er im Sommersemester 1883 an die Rostocker Universität zurück. Während dieser Zeit gründete er mit weiteren Rostocker Studenten am 9. Juli 1883 die Akademische Turnverbindung Rostock, aus der 1884 die Turnerschaft Baltia Rostock wurde. 1884 wurde er zum Dr. phil. promoviert.
Anschließend arbeitete er als Gymnasiallehrer. Vom Schulsystem enttäuscht, verließ er 1888 den Schuldienst. In seiner Komödie Der Probekandidat (1899) verarbeitete er seine Erfahrungen im Lehrerberuf zu einer zeitkritischen Satire, die den Staat und seine Schulpolitik scharf angriff.
Dreyer wurde zunächst in Berlin Redakteur der Täglichen Rundschau. Ab 1920 lebte er als freier Schriftsteller ständig in seinem von der Wolgaster Actien-Gesellschaft für Holzbearbeitung 1901 errichteten Sommerhaus, dem heute noch existierenden „Drachenhaus“ auf der Höhe des Göhrener Höfts, Insel Rügen. Er wurde Ehrenbürger der Gemeinde Göhren/Rügen.
Nach der „Machtergreifung“ der Nationalsozialisten publizierte er den Heimatroman Der Heerbann ruft (1933), der 1948 in der Sowjetischen Besatzungszone auf die Liste der auszusondernden Literatur gesetzt wurde.

## Künstlerisches Schaffen
Max Dreyer trat zunächst als Bühnenautor zur Hoch-Zeit des deutschen Naturalismus in Erscheinung. 1894 erschien das Theaterstück Drei. Drama in drei Aufzügen im Verlag S. Fischer in Berlin. Samuel Fischer war einer der wichtigsten Verleger der jungen Naturalisten, der seinerzeit auch Gerhart Hauptmann verlegte. 1896 erschien, ebenfalls bei S. Fischer, Dreyers Stück Winterschlaf, eine naturalistische Tragödie, in der sich die Protagonistin Trude selbst tötet. Es folgten die Komödien In Behandlung (1897), Großmama, ein sog. Junggesellenschwank (1897), Liebesträume (1898), Unter blonden Bestien (1899) und Des Pfarrers Tochter von Streladorf (1910), sowie die Dramen Hans (1898), Der Probekandidat (1899), Der Sieger (1901), Schelmenspiele (1902), Die Siebzehnjährige (1904), Der lächelnde Knabe (1912) und Die Frau des Kommandeurs (1913).
Volkstümliche Gedichte und Naturlyrik führten Dreyer vom Naturalismus weg, zum Beispiel in dem niederdeutschen Gedichtband Nah Huus. Plattdütsche Gedichte (1904). Zu Dreyers Erzählungen gehören Die Insel. Geschichten aus dem Winkel (1920), Die Ecke der Welt (1921), Die Siedler von Hohenmoor. Ein Buch des Zornes und der Zuversicht (1922), Das Riesenspielzeug (1923) und Altersschwach (1925).
Nach dieser Zwischenphase als Erzähler wechselte Dreyer endgültig die Gattung und wandelte sich vom Dramatiker zum Romancier. Auf den frühen Roman Nachwuchs (1918) folgten die Romane Das Gymnasium von St. Jürgen (1925), Der siegende Wald (1926), Das Himmelbett von Hilgenhöh (1928), König Kandaules (1929), Der Weg durchs Feuer (1930), Die Ehepause (1931), Tapfere kleine Renate (1932), Der Heerbann ruft (1933), Urlaub nach Europa (1936), Erdkraft (1941), Zwei kehren heim (1942), Die Löwenbraut (1943) und Spuk. Ein fröhlicher Roman (1943). Dreyers letztes zu Lebzeiten erschienenes Werk ist Der Kopf. Eine Studentengeschichte aus alten Tagen (1945).
Max Dreyer gehörte zwar nicht zu den ersten Leitern der 1892 gegründeten Neuen Freien Volksbühne, wurde aber 1896 als neuer Mitarbeiter in deren Künstlerischen Ausschuss berufen, als diese nach zähen Kämpfen mit der Berliner Theaterzensurpolizei, die die Tätigkeit dieses Theatervereins gelähmt hatten, im Herbst 1896 ihre Tätigkeit wieder aufnahm.
Oft arbeitete Dreyer – vor allem in seinen Schauspielen – zeitaktuelle Themen effektvoll auf, was den Erfolg seiner Theaterstücke zu seinen Lebzeiten mitbegründete, von der Literaturwissenschaft später allerdings kritisch als „Effekthascherei“ gesehen wurde.
Auch Heimatthemen waren sowohl in Lyrik, Prosa und Dramatik ein Schwerpunkt seines Schaffens.

## Positionierung im NS-Staat
Im Oktober 1933 gehörte Dreyer zu den 88 Schriftstellern, die das Gelöbnis treuester Gefolgschaft für Adolf Hitler unterzeichneten. Während der Jahre des „Dritten Reiches“, die als die erfolgreichsten in seiner schriftstellerischen Karriere angesehen werden können, wurden 21 eigenständige Publikationen des Dichters veröffentlicht, vier davon im Franz-Eher-Verlag, dem parteieigenen Verlag der NSDAP, bei dem er seit dem 5. Juni 1941 unter Vertrag stand. Als politisch eindeutigster Roman Dreyers kann das 1922 erschienene Werk Die Siedler von Hohenmoor – Ein Buch des Zornes und der Zuversicht gelten. Hier werden mit dem Aufgreifen der sogenannten Dolchstoßlegende, der Propagierung eines aufkommenden Dritten Reiches und der Thematisierung von Kampf und Führerkult völkische Ideologeme bedient: 
Wo ist er, der Führer! Der Held von Eisen! Der große Rufer im Streit! Der Lindwurmtöter! Der erst den Drachen im eigenen Land erschlägt. Und dann die Höllenhunde da draußen. […] Der Feind ist im Land! Wo ist der Heerkönig! Seine Fahne soll wehen! Wir kommen alle, wir folgen dir alle! Ein Meer brandet auf, ein Flammenmeer – eine Sturmflut von Feuer, so brausen wir über die Feinde!
Vier der Werke Dreyers wurden in der NS-Zeit mit zum Teil prominenter Besetzung verfilmt. Anerkennung für seine „kalkulierbare[n], politisch nutzbare[n] Werke […], die aus einer stetig wachsenden Affinität zur völkischen Ideologie resultieren“, brachte ihm das Regime anhand von fünf Literaturpreisen entgegen: Als Mitglied des Wartburgbundes wurde Dreyer 1933 mit der Silbernen Wartburgrose ausgezeichnet. 1939 belegte er mit seinem Roman Erdkraft den dritten Platz (RM 8.000) bei einem Roman-Preisausschreiben des Völkischen Beobachters. Im selben Jahr nahm er an einem weiteren Roman-Preisausschreiben teil, bei dem er den Ernst-Moritz-Arndt-Preis der Provinz Pommern gewann. 1941 erhielt er den John-Brinkmann-Preis (RM 500-1.000), ein Jahr später wurde ihm für sein Lebenswerk die Goethe-Medaille für Kunst und Wissenschaft verliehen.

## Wirkungsgeschichte

### „Dichter der Ostsee“
Max Dreyer wird häufig als „Dichter der Ostsee“ bezeichnet.

### Verfilmungen
Die Bedeutung Dreyers zu seiner Zeit lässt sich neben dem Erfolg auf dem Theater auch an der Anzahl der Vorlagen, die er für große Produktionen des deutschen Films lieferte, ablesen.

#### Stücke
Dreyers Stück Das Thal des Lebens (1904) wurde als Referenztext für den von Hans Steinhoff inszenierten Centropa-Spielfilm Der Ammenkönig herangezogen, der am 5. Dezember 1935 seine Uraufführung feierte. 1919 kam Dreyers Stück Die Siebzehnjährige (1904) als Stummfilm Die Siebzehnjährigen (!) auf die Leinwand, Regisseurin war Hanna Henning. Zwei Jahre später verfilmte Amleto Palermi das Stück in Italien unter dem Titel L'età critica. 1929 erfolgte eine mit Carl Balhaus, Grete Mosheim und Eduard von Winterstein prominent besetzte deutsche Tonfilmfassung; eine weitere folgte 1934 unter der Regie von Arthur Maria Rabenalt.
Der Filmregisseur Carl Froelich brachte mit Reifende Jugend 1933 die Filmfassung des Dreyer-Stücks Die Reifeprüfung, bei der Robert A. Stemmle für das Drehbuch verantwortlich zeichnete, erfolgreich auf die Filmleinwand. Hertha Thiele und Heinrich George waren in den Hauptrollen zu sehen. Der Film lief sogar in den USA mit respektablem Erfolg. 1955 griff Ulrich Erfurth den Stoff noch einmal auf.

#### Novellen
Hans Deppe verfilmte 1937 mit 2 × 2 im Himmelbett ebenfalls mit großem Staraufgebot erfolgreich eine Novelle von Dreyer, Das Himmelbett von Hilgenhöh (1928), so wie auch 1966 das Fernsehen unter dem Titel Spätsommer seine bekannteste Novelle Altersschwach adaptierte, in der Martin Held mit Röbbe Klingenbarg eine dankbare Altersrolle gestalten konnte.

### Hörspiel
Im Jahre 1966 produzierte der NDR unter der Regie von Curt Timm sein Mundart-Hörspiel Dat Sympathiemiddel. Die Hauptrollen sprachen Uwe Friedrichsen, Hilde Sicks, Otto Lüthje und Ilse Seemann.  In weiteren Rollen waren neben Karl-Heinz Kreienbaum, Ernst Grabbe und Christa Siems auch Henry Vahl und sein Bruder Bruno Vahl-Berg zu hören. Die Abspieldauer, dieses noch erhaltenen Hörspiels beträgt 52’44 Minuten.
Bereits 1927 war sein Schauspiel Die Siebzehnjährigen u. a. mit Heinz Rühmann als Hörspiel gesendet worden.

### Gegenwärtige Bedeutung
Dreyer ist heute kaum noch Gegenstand der theaterwissenschaftlichen Diskussion und auch nicht der Spielpläne der bedeutenderen Theater, obschon er zu Lebzeiten als wichtiger Gegenwartsautor des modernen Theaters galt. In zeitgenössischen Standardwerken wurde ihm nicht geringer Raum gewidmet. Heute wird ihm häufig die einfache Zeichnung seiner Charaktere und sein Hang zur Theatralik vorgeworfen. Die Aufführungsrechte der Theaterstücke liegen beim Verlag Felix Bloch Erben.
Eine niederdeutsche Neufassung seiner Fischerkomödie Das Sympathiemittel durch Karl-Otto Ragotzky um 1999, ist eine der dünn gesäten Publikationen, die sich seit den 50er Jahren noch mit Dreyer und seinem Werk beschäftigt haben.
Auch der Prosa- und Romanschriftsteller Max Dreyer ist heute neu zu entdecken. Den Anfang macht hier die im April 2013 wiederveröffentlichte Prosa-Skizze Hunger aus dem Jahr 1894. Dem Naturalismus verpflichtet, aber schon über diesen hinausweisend, schildert Dreyer auf tragikomische Weise den Verfall eines Schriftstellers. Der Text orientiert sich an Knut Hamsun und seinem bekannten Roman Hunger (1890).